# Racing Club de France (Eishockey)
Die Eishockeyabteilung des französischen Sportvereins Racing Club de France aus Paris existierte von den 1930er bis zu den 1960er Jahren.  

## Geschichte
Die Eishockeyabteilung des Racing Club de France wurde in den 1930er Jahren gegründet. In der Saison 1931/32 erreichte die Mannschaft erstmals das Finale der höchsten französischen Eishockeyspielklasse, unterlag in diesem jedoch Stade Français mit 2:3 nach Verlängerung. In der folgenden Spielzeit unterlag der Racing Club dem gleichen Gegner ähnlich knapp mit 0:1 im Meisterschaftsfinale. Auch beim dritten Anlauf in der Saison 1943/44 unterlag die Mannschaft im Meisterschaftsfinale, diesmal jedoch dem Chamonix Hockey Club und zwar deutlich mit 0:5. Größter Erfolg der Vereinsgeschichte war der Gewinn des französischen Meistertitels in den Spielzeiten 1949/50 und 1950/51. Zuletzt nahm die Mannschaft in der Saison 1962/63 am Spielbetrieb der höchsten französischen Spielklasse teil.